# بیکسبی (میزوری)
بیکسبی (به انگلیسی: Bixby) یک منطقهٔ مسکونی در ایالات متحده آمریکا است که در میزوری واقع شده‌است. بیکسبی ۴۳۰٫۰۸ متر بالاتر از سطح دریا واقع شده‌است.